# Мирослав Кеніг
Мирослав Кеніг (словац. Miroslav König, нар. 1 червня 1972, Нітра) — чехословацький та словацький футболіст, який грав на позиції воротаря. За свою кар'єру провів 43 матчі за збірну Словаччини.

## Клубна кар'єра
Свою футбольну кар'єру Кеніг розпочав у рідному місті Нітра, у однойменному клубі «Нітра». У 1991 році перейшов до складу першої команди і дебютував у другій чехословацькій лізі. У 1992 році з «Нітрою» вийшов до вищої чехословацької ліги і провів там один сезон, втім на поле не виходив, будучи лише третім воротарем.
У 1993 році, після розпаду Чехословаччини, Кеніг приєднався до «Спартака» (Трнава), де провів наступні два роки, після чого у 1995 році перейшов у братиславський «Слован». Разом зі «Слованом» він двічі був чемпіоном країни у 1996 та 1999 роках. Він також виграв Кубок (1997, 1999) і Суперкубок Словаччини (1996). Мирослав Кеніг мав чудову форму навесні 1999 року, коли не пропускав у дванадцяти матчах чемпіонату поспіль, допомігши команді виграти того року «золотий дубль». 15 травня 1999 року, у тринадцятому матчі проти «Тренчина» (1:1), він таки пропустив гол, встановивши таким чином новий рекорд чемпіонату Словаччини — 1129 хвилин без пропущеного м'яча.
На початку 2000 року Кеніг перебрався до Швейцарії, де став гравцем клубу «Грасгоппер». Після шести місяців гри в ньому він перейшов до іншого місцевого клубу «Базель» і протягом сезону 2000/01 захищав його кольори. Згодом у сезоні 2001/02 грав на правах оренди у другому швейцарському дивізіоні за «Конкордію» (Базель), а в сезоні 2002/03 — у вищому за «Цюрих».
Влітку 2003 року Кеніг став футболістом турецького клубу «Елязигспор». За підсумками дебютного сезону 2003/04 клуб посів останнє 18 місце у Суперлізі і вилетів з вищого дивізіону, після чого Мирослав перейшов в чеський «Банік» (Острава), а через півроку повернувся до Словаччини і став гравцем «Жиліни». З нею у 2005 році Кеніг став віце-чемпіоном Словаччини.
У 2006 році Кеніг став гравцем грецького «Паніоніоса». Він був частиною команди, яка під керівництвом Евальда Лінена закінчила два сезони поспіль на 5-му місці в чемпіонаті, а в сезоні 2007/08 брала участь у груповому етапі Кубка УЄФА.
Навесні 2008 року Кеніг домовився з керівництвом грецького клубу про розрив контракту через проблеми зі спиною і повернувся додому, до Словаччини.
З червня 2008 року став тренером воротарів у братиславському «Словані», де працював до кінця 2014 року, після чого обіймав цю ж посаду у рідній «Нітрі».

## Виступи за збірну
2 лютого 1997 року Кеніг дебютував у збірній Словаччини в товариському матчі проти Болівії (1:0). У своїй кар'єрі він грав серед інших у відбіркових раундах до Євро 2000, чемпіонату світу 2002 року та Євро-2004, але на жоден з цих турнірів словаки вийти не зуміли. Загалом у національній збірній з 1997 по 2004 рік Кеніг провів 43 матчі.

## Статистика
| Сезон   | Клуб                  | Ліга           | Ігор | Голів |
| ------- | --------------------- | -------------- | ---- | ----- |
| 1991/92 | «Нітра»               | II. ліга       | ?    | ?     |
| 1992/93 | «Нітра»               | I. ліга        | 0    | 0     |
| 1993/94 | «Спартак» (Трнава)    | I. ліга        | 21   | 0     |
| 1994/95 | «Спартак» (Трнава)    | I. ліга        | 1    | 0     |
| 1995/96 | «Слован» (Братислава) | I. ліга        | 4    | 0     |
| 1996/97 | «Слован» (Братислава) | I. ліга        | 29   | 0     |
| 1997/98 | «Слован» (Братислава) | I. ліга        | 27   | 0     |
| 1998/99 | «Слован» (Братислава) | I. ліга        | 30   | 0     |
| 1999/00 | «Слован» (Братислава) | I. ліга        | 15   | 0     |
| 1999/00 | «Грасгоппер»          | Суперліга      | 8    | 0     |
| 2000/01 | «Базель»              | Суперліга      | 32   | 0     |
| 2001/02 | «Конкордія» (Базель)  | Челлендж-ліга  | 6    | 0     |
| 2002/03 | «Цюрих»               | Суперліга      | 28   | 0     |
| 2003/04 | «Елязигспор»          | Суперліга      | 26   | 0     |
| 2004/05 | «Банік» (Острава)     | Гамбрінус-ліга | 6    | 0     |
| 2004/05 | «Жиліна»              | I. ліга        | 18   | 0     |
| 2005/06 | «Жиліна»              | I. ліга        | 9    | 0     |
| 2006/07 | «Паніоніос»           | Альфа Етнікі   | 25   | 0     |
| 2007/08 | «Паніоніос»           | Альфа Етнікі   | 6    | 0     |

## Досягнення
- Чемпіон Словаччини (2): 1995/96, 1998/99
- Володар кубка Словаччини (2): 1996/97, 1998/99
- Володар Суперкубка Словаччини (1): 1996